# FileZilla
FileZilla este o aplicație software FTP liberă, multiplatformă, ce constă din FileZilla Client și FileZilla Server. Aplicația este disponibilă pe Windows, Linux și Mac OS X. FileZilla suportă FTP, SFTP și FTPS (FTP prin SSL/TLS). În data de 18 aprilie 2011, Clientul FileZilla era al 9-lea cel mai popular download din toate timpurile de pe SourceForge.net. Suportul SFTP (SSH File Transfer Protocol) nu este implementat în FileZilla Server.
Codul sursă al FileZilla este găzduit la SourceForge, iar în noiembrie 2003 proiectul aplicației a fost declarat Proiectul Lunii.

## FileZilla Server

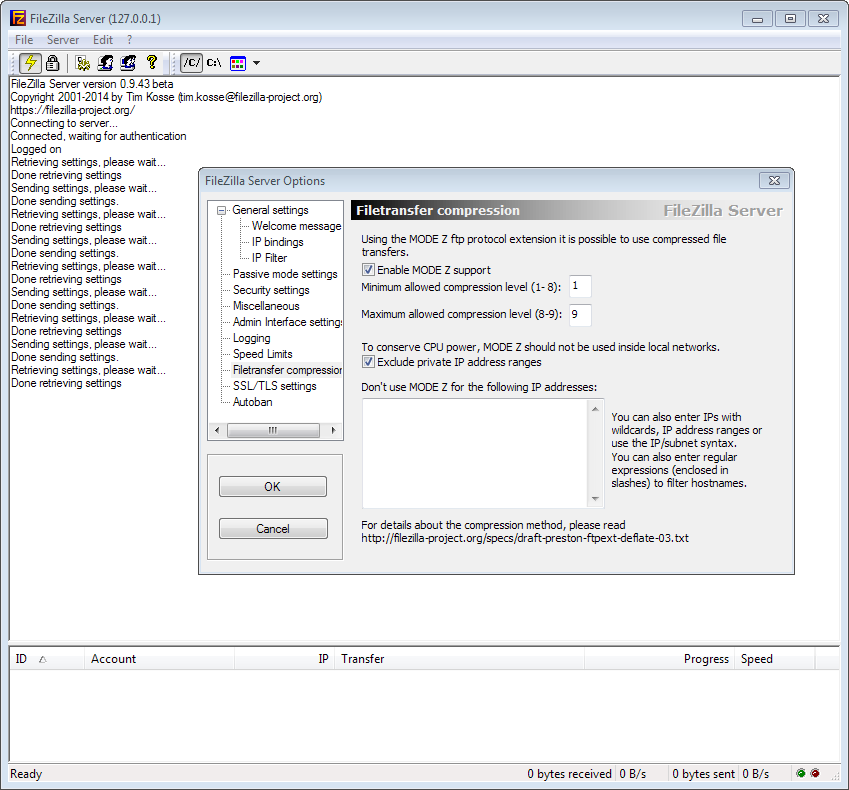
Compresia MODE Z implementată în FileZilla FTP Server

FileZilla Server este un server FTP disponibil pentru platforma Windows.
FileZilla Server este software liber și open source, și este găzduit la SourceForge.net.